# Lithocarpus skanianus
Lithocarpus skanianus là một loài thực vật có hoa trong họ Cử. Loài này được (Dunn) Rehder mô tả khoa học đầu tiên năm 1919.